# Langa Hoekoe
Langa Hoekoe, ook wel Oposei Langa Uku is een Aukaans dorp in het ressort Wanhatti in het Surinaamse district Marowijne. Het op ligt aan de Cotticarivier, op acht uur per korjaal stroomopwaarts vanaf Moengo, in afstand gerekend 22,75 kilometer.
Stroomafwaarts ligt het dorp Bilo, ook wel Bilo Langa Hoekoe. In de namen verwijst Opo(sei) naar stroomopwaarts en Bilo naar stroomafwaarts.
Om hun rijst te pellen of stampen moesten de bewoners tot 2000 naar Moengo. De Pater Ahlbrinck Stichting bekostigde dat jaar een rijstpelmolen waardoor de dorpelingen transportkosten en lange reistijden besparen. De vrouwen bedienen die molen en het onderhoud wordt door een ervaren dorpeling uitgevoerd. Het vrijkomende zetmeel wordt aan pluimveetelers verkocht.
In 2024 werd een Nigeriaans initiatief gepresenteerd om in de omgeving 20.000 hectare opnieuw te bebossen.